# Зестермюэ
Зестермюэ (нем. Seestermühe) — община в Германии, в земле Шлезвиг-Гольштейн. 
Входит в состав района Пиннеберг. Подчиняется управлению Эльмсхорн-Ланд.  Население составляет 893 человека (на 31 декабря 2010 года). Занимает площадь 23,35 км².